# Campeonato Panamericano de Béisbol 1993
El Campeonato Panamericano 1993 fue la segunda edición del certamen, competencia que disputaron las mejores selecciones de béisbol de América y que posteriormente sería sucedida por la Copa América, que es la principal competencia internacional de béisbol disputada por selecciones nacionales en América. El torneo fue disputador por Panamá, Canadá, Guatemala, Republica Dominicana, Puerto Rico, Colombia, Estados Unidos, Nicaragua, Argentina, Costa Rica, México y Honduras; además, también sirvió como clasificatorio a la Copa Mundial de Béisbol de 1994.